# Trauben-Reiherschnabel
Der Trauben-Reiherschnabel (Erodium botrys) ist eine einjährige Pflanze aus der Gattung der Reiherschnäbel (Erodium). Die Art ist am Mittelmeer beheimatet.

## Beschreibung

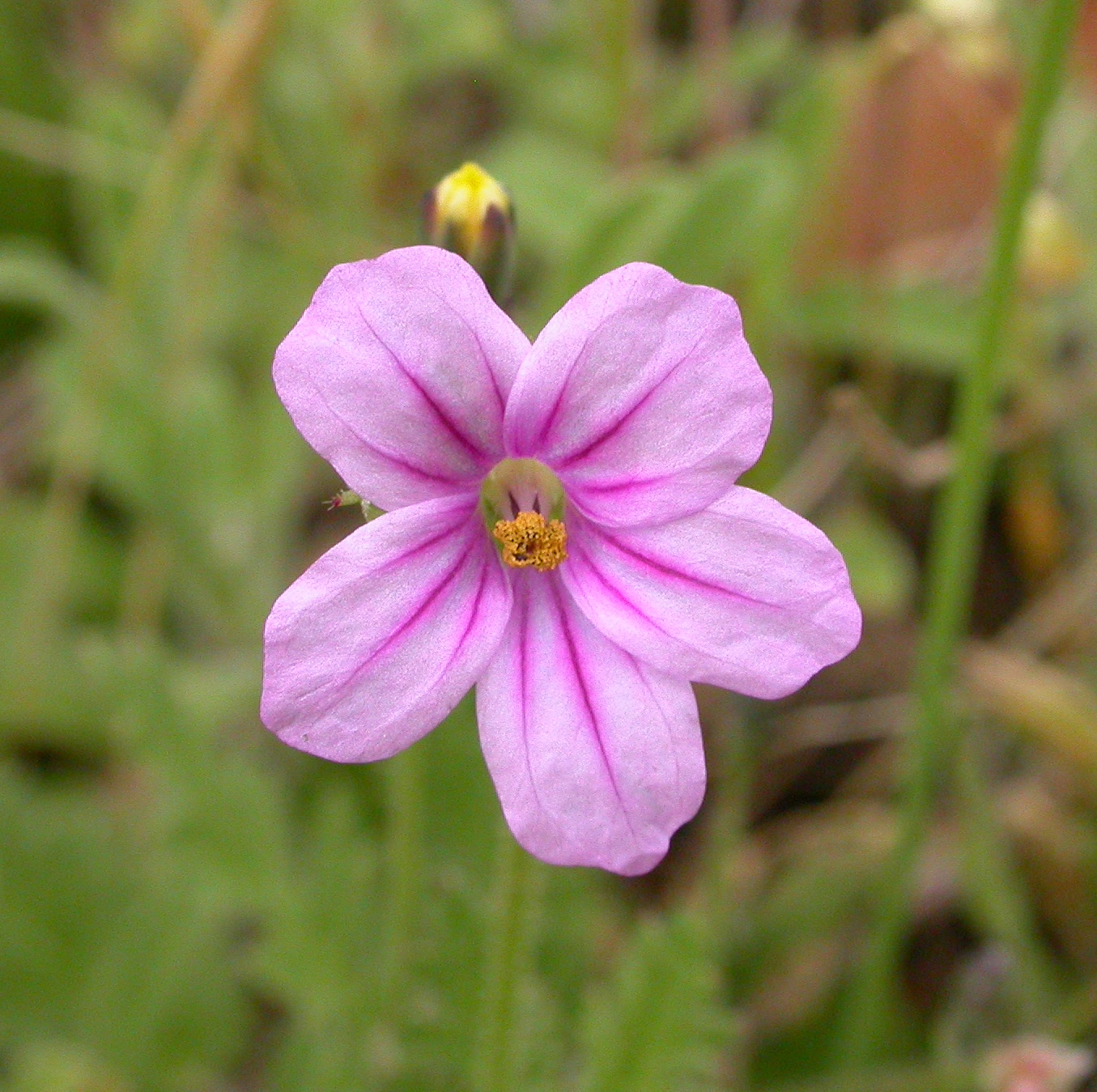
Blüte

Der Trauben-Reiherschnabel ist eine einjährige, krautige Pflanze, die Wuchshöhen von 5 bis 40 Zentimeter erreicht. Am Ansatz des mit langen, abwärts eingedrehten Haaren besetzten und im oberen Teil drüsigen Stängels stehen die fiederspaltigen bis ein- bis zweifach, bei Stängelblättern stets zweifach fiederschnittigen Blätter. Die eiförmige bis lanzettliche Spreite ist 2 bis 4 Zentimeter lang.
Blütezeit ist von April bis Mai. Der Blütenstand ist eine zwei-, selten ein- bis vierblütige Dolde, die braunen, eiförmig-lanzettlichen Tragblätter sind 2 Millimeter lang und 2 bis 4 Millimeter breit. Die drüsenbesetzten, 9 bis 11 Millimeter langen Kelchblätter tragen an ihrem äußersten Ende eine rund 1 Millimeter lange Granne. Die Kronblätter sind violett und bis zu 15 Millimeter lang. Die weißlich behaarten Früchte sind 8 bis 15 Millimeter lang, am äußeren Ende haben sie zwei Flügel. Der Schnabel ist 5 bis 11 Zentimeter lang.
Die Chromosomenzahl beträgt 2n = 40, seltener 60.

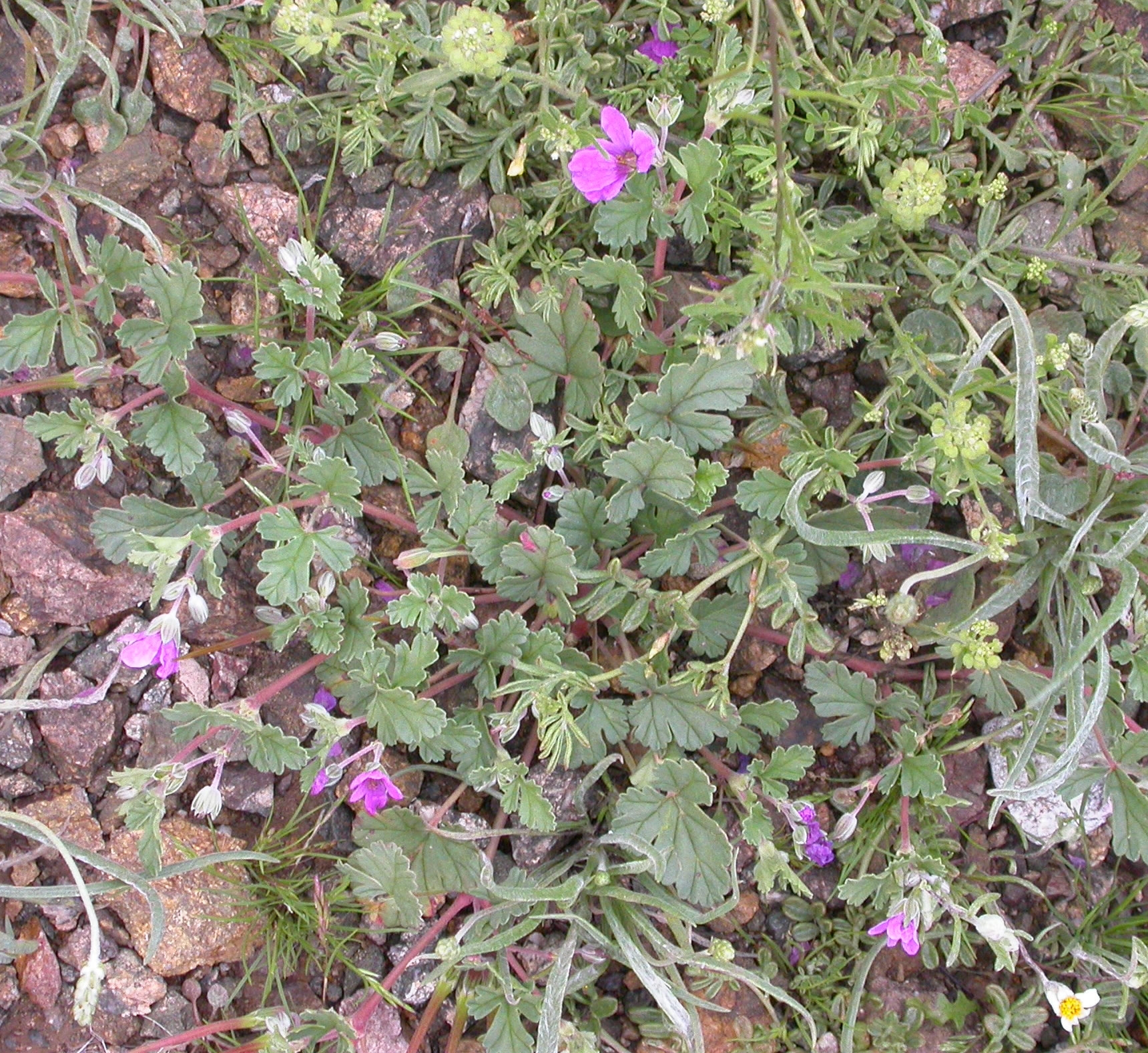
Trauben-Reiherschnabel (Erodium botrys)

## Verbreitung
Die Art ist rund um das Mittelmeer verbreitet. Sie kommt vor in Portugal, Spanien, Frankreich, auf Madeira und den Kanaren, in Marokko, Algerien und Tunesien, in Italien, auf der Balkanhalbinsel, in Bulgarien, der Türkei, Zypern, Libanon, Syrien, Israel und in Weißrussland. Sie ist ein Neophyt in Amerika, Australien und Neuseeland.
Die stenöke Art besiedelt im Mittelmeerraum vor allem Ödland und Ruinen in Höhenlagen von 0 bis 1000 Meter.
Auch in Australien wurde sie eingeschleppt, dort ist sie heute eine der bevorzugten Nahrungspflanzen des Singsittichs, der die unreifen Samenstände dieser Pflanze frisst.

## Taxonomie
Der Trauben-Reiherschnabel wurde 1787 von Antonio José Cavanilles in Monadelphiae Classis Dissertationes Decem. Diss. 4, Quarta Dissertatio Botanica, De Geranio... Seite 218 als Geranium botrys erstbeschrieben. Die Art wurde 1819 durch Antonio Bertoloni in Amoenitates Italicae Seite 35 als Erodium botrys (Cav.) Bertol. in die Gattung Erodium gestellt.

## Nachweise
1. 1 2 3  Sandro Pignatti (Hrsg.): Flora d'Italia. Band 2. Edagricole, Bologna 2003, ISBN 88-506-2449-2, S. 15 (Dritter unveränderter Nachdruck der 1. Auflage von 1982).
2. ↑  Erodium botrys bei Tropicos.org. In: IPCN Chromosome Reports. Missouri Botanical Garden, St. Louis
3. ↑   Erodium im Germplasm Resources Information Network (GRIN), USDA, ARS, National Genetic Resources Program. National Germplasm Resources Laboratory, Beltsville, Maryland. Abgerufen am 24. Mai 2017.
4. ↑  Joseph M. Forshaw: Australische Papageien. 1. deutschsprachige Auflage. Band 2, Arndt-Verlag, Bretten 2003, ISBN 3-9808245-2-7, S. 506.